# Менарди, Антонио
Анто́нио Мена́рди (итал. Antonio Menardi; род. 5 марта 1959, Кортина-д’Ампеццо, Венеция) — итальянский кёрлингист и тренер по кёрлингу.
В составе мужской сборной Италии участник зимних Олимпийских игр 2006 года в Турине (заняли седьмое место), чемпионата Европы 2002 (заняли одиннадцатое место). Трёхкратный чемпион Италии среди мужчин. В составе смешанной сборной Италии участник трёх чемпионатов Европы (лучший результат — седьмое место в 2005). Трёхкратный чемпион Италии среди смешанных команд. В составе мужской сборной ветеранов Италии участник трёх чемпионатов мира (лучший результат — двенадцатое место в 2012).
В «классическом» кёрлинге (команда из четырёх человек одного пола) играл в основном на позиции четвёртого. Несколько сезонов был скипом команды.

## Достижения
- Чемпионат Италии по кёрлингу среди мужчин: золото (2010, 2011, 2012).
- Чемпионат Италии по кёрлингу среди смешанных команд: золото (2005, 2007, 2008).

## Команды
| Сезон                                          | Четвёртый               | Третий             | Второй                  | Первый            | Запасной                                    | Турниры             |
| ---------------------------------------------- | ----------------------- | ------------------ | ----------------------- | ----------------- | ------------------------------------------- | ------------------- |
| 2002—03                                        | Джанпаоло Дзандеджакомо | Вальтер Бомбассеи  | Давиде Дзандеджакомо    | Диего Бомбассеи   | Антонио Менарди тренер: Родгер Густаф Шмидт | ЧЕ 2002 (11 место)  |
| 2005—06                                        | Жоэль Реторна           | Фабио Альвера      | Джанпаоло Дзандеджакомо | Антонио Менарди   | Марко Мариани тренер: Жан-Пьер Рюче         | ЗОИ 2006 (7 место)  |
| 2011—12                                        | Антонио Менарди         | Фабио Альвера      | Giorgio Alberti         | Стефано Морона    | Франко Совилла тренер: Valerio Constantini  | ЧМВ 2012 (12 место) |
| 2017—18                                        | Антонио Менарди         | Вальтер Бомбассеи  | Marco Constantini       | Роберто Лачеделли |                                             | ЧМВ 2018 (15 место) |
| 2018—19                                        | Антонио Менарди         | Вальтер Бомбассеи  | Marco Constantini       | Massimo Tortia    |                                             | ЧМВ 2019 (15 место) |
| 2024—25                                        | Антонио Менарди         | Вальтер Бомбассеи  | Marco Constantini       | Adriano Regis     |                                             | ЧМВ 2025 (13 место) |
| Кёрлинг среди смешанных команд (mixed curling) |                         |                    |                         |                   |                                             |                     |
| 2005—06                                        | Антонио Менарди         | Клаудия Альвера    | Massimo Antonelli       | Anna Ghiretti     | Alberto Menardi, Джорджия Аполлонио         | ЧЕСК 2005 (7 место) |
| 2007—08                                        | Антонио Менарди         | Роза Помпанин      | Фабио Альвера           | Клаудия Альвера   | Massimo Antonelli, Giorgia Casagrande       | ЧЕСК 2007 (9 место) |
| 2008—09                                        | Антонио Менарди         | Джорджия Аполлонио | Фабио Альвера           | Клаудия Альвера   | Massimo Antonelli, Лукреция Сальваи         | ЧЕСК 2008 (9 место) |

(скипы выделены полужирным шрифтом)

## Результаты как тренера национальных сборных
| Год  | Турнир                                       | Сборная          | Место |
| ---- | -------------------------------------------- | ---------------- | ----- |
| 1999 | Чемпионат Европы по кёрлингу 1999            | Италия (женщины) | 10    |
| 2000 | Чемпионат Европы по кёрлингу 2000            | Италия (женщины) | 12    |
| 2013 | Чемпионат мира по кёрлингу среди женщин 2013 | Италия (женщины) | 10    |

## Частная жизнь
Его брат Альберто Менарди) — тоже кёрлингист и тренер; они в одной команде выступали на чемпионате Европы среди смешанных команд 2005, вместе владеют отелем в Кортина д'Ампеццо, который семья Менарди содержит с 1836 года.